# Círculo de Kolokani
Kolokani es una subdivisión administrativa (cercle o círculo) de la región de Kulikoró, en Malí. En abril de 2009 tenía una población censada de 232 500 habitantes y estaba formada por las siguientes comunas o municipios, que se muestran igualmente con población de abril de 2009:
- Didieni 33,094
- Guihoyo 21,531
- Kolokani 44,220
- Massantola 35,363
- Nonkon 18,131
- Nossombougou 20,745
- Ouolodo 9,962
- Sagabala 17,707
- Sébékoro 19,045
- Tioribougou 12,702[1]